# Comité Antifascista de la Juventud Soviética
El Comité de las Organizaciones de Juventud Soviéticas (del ruso: Комитет молодёжных организаций СССР (КМО СССР)) fue una organización de jóvenes de la Unión Soviética. Fue establecida en 1956 sobre la base de un Comité Anti-Fascista de la Juventud Soviética (1941-1956). Englobaba a diferentes organizaciones cívicas, profesionales, deportivas, estuadiantiles, culturales, etc. de juventud.